# Солов'їв
Солов'ї́в —  село в Україні, у Новгород-Сіверській міській громаді Новгород-Сіверського району Чернігівської області. Населення становить 2 особи (числиться, фактично проживає один чоловік). До 2020 орган місцевого самоврядування — Ларинівська сільська рада.

## Історія
У 60-ті роки ХХ століття в селі проживало 70 сімей. В школі була школа, магазин і клуб.
За переписом 2001 року в селі було 19 осіб.
Після розпаду СРСР село сильно занепало, станом на 2020 рік в селі проживає один чоловік, ще одна мешканка числиться в селі, але проживає в Шостці.
12 червня 2020 року, відповідно до розпорядження Кабінету Міністрів України № 730-р «Про визначення адміністративних центрів та затвердження територій територіальних громад Чернігівської області», увійшло до складу Новгород-Сіверської міської громади.
19 липня 2020 року, в результаті адміністративно - територіальної реформи та ліквідації колишнього Новгород-Сіверського району, село увійшло до новоствореного Новгород-Сіверського району Чернігівської області.